# Eugène Goubau
Le baron Eugène Joseph Goubau, né à Malines le 10 juillet 1761 et mort à Bruxelles le 12 mars 1831, est un homme politique belge. 

## Biographie
Il est le petit-fils de Melchior Joseph de Villegas d'Hovorst et le frère d'Emmanuel Goubau d'Hovorst et de Melchior Goubau d'Hovorst.

## Mandats et fonctions
- Bourgmestre du Franc de Bruges
- Membre du Corps législatif : 1807-1814

## Sources
- « Eugène Goubau », dans Adolphe Robert et Gaston Cougny, Dictionnaire des parlementaires français, Edgar Bourloton, 1889-1891 [détail de l’édition]
- Assemblée nationale
- Ressource relative à la vie publique :   - Base Sycomore